# Розукрупнення
Unbundling — це неологізм що описує як поширення мобільних пристроїв, доступу до Інтернет, технологій споживацького вебу, соціальних медіа та доступу до інформації у ХХІ столітті впливає на старіші інституції (освіту, телерадіомовлення, газети, ігри, шопінг, і т. ін.), «розбиваючи» пропозиції, які вони раніше надавали (можливо навіть безкоштовно), надаючи певні їх частини в масштабах і за ціною непорівнянною зі старим механізмом." Unbundling називають «великим підривником».

## Зноски
1. ↑  Watters, Audrey (5 вересня 2012). Unbundling and Unmooring: Technology and the Higher Ed Tsunami. educause.edu. Архів оригіналу за 25 грудня 2016. Процитовано 25 листопада 2012.
2. ↑  Chatfield, Tom (23 листопада 2012). Can schools survive in the age of the web?. bbc.com. Архів оригіналу за 17 липня 2018.
3. ↑  Pakman, David (15 квітня 2011). The Unbundling of Media. Архів оригіналу за 4 липня 2017. Процитовано 19 грудня 2012.